# Peter Baltus
Peter Baltus (ur. 24 czerwca 1972) – holenderski trójboista siłowy i strongman.
Mistrz Holandii Strongman w 2003 r.

## Życiorys
Peter Baltus wziął udział w indywidualnych Mistrzostwach Świata Strongman 2000 i Mistrzostwach Świata Strongman 2003, jednak w obu nie zakwalifikował się do finałów.
Mieszka w miasteczku Uitgeest (prowincja Holandia Północna).
Wymiary:
- wzrost 196 cm
- waga 140 - 145 kg

## Osiągnięcia strongman
- 1999
  - 2. miejsce - Mistrzostwa Holandii Strongman
- 2000
  - 2. miejsce - Mistrzostwa Holandii Strongman
- 2003
  - 1. miejsce - Mistrzostwa Holandii Strongman